# I Say Yes (Ichiko)
I Say Yes è il quinto singolo pubblicato dalla cantante j-pop Ichiko. Questo singolo è stato pubblicato il 25 luglio 2007. Il brano I SAY YES è stato utilizzato come sigla di apertura della seconda stagione della serie TV anime Zero no tsukaima. La traccia B LOVE Imagination (LOVEイマジネーション?) fu invece utilizzata come sigla di apertura del videogioco per PlayStation 2 Zero no Tsukaima ~Muma ga Tsumugu Yokaze no Gensoukyoku~. Il singolo uscì nella sola edizione regolare (SCDC-578).

## Lista tracce
1. I SAY YES
2. LOVE Imagination
3. I SAY YES (off vocal)
4. LOVE Imagination (off vocal)